# Nørvøy
Nørvøy ist eine Insel in der Gemeinde Ålesund der norwegischen Provinz Møre og Romsdal.
Sie ist etwa fünf km² groß und zählt 9647 Einwohner (Stand 2015). Unmittelbar westlich, nur getrennt durch den schmalen Ålesundet über den die Brücke Hellebroa führt, liegt die Insel Aspøy. Nördlich erstrecken sich der Valderhaugfjord und der Ellingsøyfjord, östlich der Svinøysund. Südöstlich liegt, nur durch die schmalen Toskesund und Nørvasund getrennt, das norwegische Festland, zu dem hier Brückenverbindungen bestehen. Im Süden liegt der Borgundfjord. Zur nördlich gelegenen Insel Ellingsøy führt der Tunnel Ellingsøytunnel.
Über die Insel zieht sich von West nach Ost der bis zu 189 Meter hohe bewaldete Berg Aksla, auf dem sich die Aussichtspunkte Fjellstua und Kniven befinden.
An der Westspitze der etwa 5,8 Kilometer langen und bis zu 1,6 Kilometer breiten Insel befindet sich der östliche Teil der Ålesunder Innenstadt mit den Häfen der Stadt, dem Stadtpark Ålesund und diversen Kulturdenkmalen wie dem Haus der Arbeitervereinigung, dem Kaihuset, dem Løvenvold-Kino, dem Ålesund bedehus und den Häusern Kongens gate 10B und Kongens gate 12. Auch an ihrem Süd- und Ostufer besteht eine dichtere Bebauung.